# Antrodia stratosa
Antrodia stratosa är en svampart som först beskrevs av J.E. Wright & J.R. Deschamps, och fick sitt nu gällande namn av Rajchenb. 1983. Antrodia stratosa ingår i släktet Antrodia och familjen Fomitopsidaceae.   Inga underarter finns listade i Catalogue of Life.